# Neck of the Woods
Neck of the Woods è il terzo album discografico in studio del gruppo musicale rock statunitense Silversun Pickups, pubblicato nel 2012.

## Tracce
1. Skin Graph – 6:01
2. Make Believe – 5:12
3. Bloody Mary (Nerve Endings) – 5:10
4. Busy Bees – 5:37
5. Here We Are (Chancer) – 4:48
6. Mean Spirits – 4:48
7. Simmer – 6:49
8. The Pit – 4:39
9. Dots and Dashes (Enough Already) – 5:06
10. Gun-Shy Sunshine – 5:37
11. Out of Breath – 4:59

Durata totale: 58:46

## Formazione
- Brian Aubert - chitarra, voce
- Nikki Monninger - basso, cori
- Christopher Guanlao - batteria
- Joe Lester - tastiere